# عرقسوس (نبات)
العِرْقسُوس أو السُّوس أو شجرة السوس (الاسم العلمي: Glycyrrhiza) هو جنس من النباتات يتبع الفصيلة البقولية من رتبة الفوليات.

## أنواع نبات العرقسوس
- عرقسوس أجرد
- عرقسوس أورالي
- عرقسوس بخاري
- عرقسوس ثلاثي الأوراق
- عرقسوس خشن السويق
- عرقسوس شوكي
- عرقسوس شوكي الثمار
- عرقسوس كريه الرائحة
- عرقسوس كورشنسكي
- عرقسوس منتفخ
- عرقسوس منتن
- عرقسوس يوناني
- عرقسوس قتادي
- عرقسوس عديم الغدد
- عرقسوس عريض الثمار
- عرقسوس
- عرقسوس غنتشروفي
- عرقسوس أيقوني
- عرقسوس منقط الحراشف
- عرقسوس شاحب الأزهار
- عرقسوس حرشفي